# Лаж (село)
Лаж — село в Лебяжском муниципальном округе Кировской области России.

## География
Село находится в южной части Кировской области, в зоне хвойно-широколиственных лесов, на правом берегу реки Лаж, вблизи места впадения в неё реки Кокша, на расстоянии приблизительно 29 км к юго-западу от посёлка городского типа Лебяжье, административного центра района. Абсолютная высота — 129 м над уровнем моря.
Климат
Климат характеризуется как умеренно континентальный, с умеренно холодной снежной зимой и тёплым летом. Среднегодовая температура — 2 °C. Средняя температура воздуха самого холодного месяца (января) составляет −13,9 °C (абсолютный минимум — −47 °С); самого тёплого месяца (июля) — 18,3 °C (абсолютный максимум — 37 °С). Годовое количество атмосферных осадков — 525 мм, из которых 367 мм выпадает в период с апреля по октябрь. Снежный покров держится в среднем 162 дня.

## Население
| 2010 |
| ---- |
| 621  |

Половой состав
По данным Всероссийской переписи населения 2010 года в гендерной структуре населения мужчины составляли 44,9 %, женщины — соответственно 55,1 %.
Национальный состав
Согласно результатам переписи 2002 года, в национальной структуре населения русские составляли 95 % из 799 чел.

## Известные уроженцы
- Пономарёв, Иван Михайлович (1904—1996) — советский военно-политический деятель, генерал-лейтенант.